# Pałac Donnersmarcków w Nakle Śląskim
Pałac Donnersmarcków w Nakle Śląskim (niem. Schloss Naklo) – zabytkowy pałac  w Nakle Śląskim w województwie śląskim, w powiecie tarnogórskim.

## Pałac

### Budowa i rozbudowa pałacu
Pałac w Nakle Śląskim powstał w drugiej połowie XIX wieku. Jego budowę rozpoczęto w 1856 roku z inicjatywy hrabiego Hugona I Henckel von Donnersmarcka – jednego z najbogatszych przemysłowych magnatów Górnego Śląska. Pałac ukończono w 1858 roku, prawdopodobnie na miejscu starszego dworu lub zamku, który wcześniej istniał w Nakle. Początkowo rezydencja miała pełnić rolę letniej siedziby rodowej (główną posiadłością Hugona I był zamek w Wolfsbergu), jednak z czasem jego potomkowie zamieszkali tu na stałe, czyniąc Nakło główną siedzibą nakielskiej linii Donnersmarcków. W latach 90. XIX wieku – już po śmierci Hugona I – jego najstarszy syn Łazarz IV przeprowadził rozbudowę pałacu. W 1891 roku podwyższono i przebudowano wieżę oraz wprowadzono inne modyfikacje nadające rezydencji obecny kształt. Budowla od początku zaprojektowana była w stylu neogotyckim. Pewne podobieństwa do przebudowanego zamku Wolfsberg sugerują, że autorami projektu mogli być wiedeńscy architekci Johann Romano von Ringe i August Schwendenwein von Lanauberg, a sam pałac nawiązuje do architektury angielskiego gotyku Tudorów. Dzięki temu pałac w Nakle Śląskim wyróżniał się na tle innych śląskich rezydencji arystokratycznych ówczesnej doby – był unikalnym przykładem stylu neogotyckiego w regionie.

### Właściciele pałacu
Lista kolejnych właścicieli pałacu oraz ich rola w jego rozwoju:
- Hrabia Hugo I Henckel von Donnersmarck (1811–1890) – inicjator budowy pałacu. Zarządzał majątkiem nakielskim od 1845 roku aż do swojej śmierci w 1890 r. To on sfinansował wzniesienie nowej rezydencji; pałac początkowo służył jako letnia rezydencja, jednak za jego życia stał się ważnym ośrodkiem rodowym.
- Laura von Kaszonyi – druga żona Hugona I. Według lokalnej legendy to właśnie dla niej hrabia Hugo miał wybudować pałac, a na fasadzie umieszczono dwa herby: Donnersmarcków oraz von Kaszonyi (które zachowały się do dziś we fragmentarycznym stanie). W rzeczywistości pałac ukończono w 1858 roku, zaledwie rok po śmierci pierwszej żony Hugona (również noszącej imię Laura, z domu von Hardenberg), co czyni tę opowieść mało prawdopodobną. Po śmierci Hugona I w 1890 r. jako wdowa Laura zarządzała dobrami do 1905 roku (nie doczekała się potomstwa).
- Hrabia Łazarz IV Henckel von Donnersmarck (1835–1914) – najstarszy syn Hugona I. Uznawany za założyciela nakielskiej linii rodu, przejął pałac jako swoją siedzibę około 1905 roku, po śmierci macochy. To on odpowiadał za rozbudowę rezydencji w stylu neogotyku angielskiego i dobudowę wysokiej wieży pod koniec XIX wieku.
- Hrabia Edwin Henckel von Donnersmarck (1865–1929) – syn Łazarza IV. Po śmierci ojca w 1914 r. przejął majątek. Jego rządy przypadły na burzliwy okres I wojny światowej i powojenny, ale pałac pozostał w rękach rodziny. Edwin zmarł w 1929 r.
- Hrabia Łazarz V Henckel von Donnersmarck (1902–1991) – syn Edwina, ostatni właściciel pałacu z rodu Donnersmarcków. W młodości przeżył w Nakle okres przejścia regionu pod administrację odrodzonej Polski – po podziale Górnego Śląska w 1921 roku rodzina pozostała w swoich włościach, przyjmując polskie obywatelstwo (Donnersmarckowie z Nakła byli z tego powodu nazywani nawet w rodzinie „linią polską”). Łazarz V zarządzał majątkiem do wybuchu II wojny światowej. Gdy w 1945 r. zbliżał się front wschodni, on i jego bliscy spakowali najcenniejszy dobytek i opuścili pałac, emigrując do Szwajcarii. Tym samym zakończyło się 90 lat związku rodu Henckel von Donnersmarck z tą rezydencją.
- Skarb Państwa (1945–1999) – po II wojnie światowej majątek Donnersmarcków został przejęty przez państwo polskie. Sam pałac znacjonalizowano i przekazano na cele publiczne. Przez dziesięciolecia pełnił on funkcję szkoły, zarządzany de facto przez kolejne instytucje oświatowe. Formalnie właścicielem była państwowa administracja, a obiekt nie miał prywatnego gospodarza, co odbiło się na jego stanie technicznym.
- Powiat tarnogórski (od 1999) – w ramach reformy administracyjnej i procesu komunalizacji zabytków, w 1999 roku pałac w Nakle Śląskim stał się własnością Starostwa Powiatowego w Tarnowskich Górach. Początkowo część pomieszczeń nadal zajmowała szkoła, ale z czasem cały obiekt przejęły władze powiatu. Nowy właściciel podjął działania na rzecz restauracji zabytku i znalezienia dla niego funkcji kulturalnej. W 2013 r. utworzono w pałacu Centrum Kultury Śląskiej[5], które działa do dziś.

### Architektura
Pałac Donnersmarcków w Nakle Śląskim to rezydencja utrzymana w stylu neogotyckim, wyróżniająca się bogatą formą architektoniczną. Budynek jest dwukondygnacyjny (posiada dwie pełne kondygnacje) i zbudowany na planie prostokąta, z dobudowaną od strony wschodniej charakterystyczną, wieloboczną wieżą. Fasada południowa (frontowa) ozdobiona jest dekoracyjnymi schodkowymi szczytami oraz lukarnami nakrytymi daszkami namiotowymi, co dodatkowo podkreśla neogotycki charakter obiektu. Całość projektu zdradza inspiracje trendami historycyzmu drugiej połowy XIX w. – w bryle i zdobieniach widać wpływy angielskiego neogotyku (styl Tudorów) oraz form neoromańskich, zgodnie z ówczesną modą wśród arystokracji. Do pałacu prowadzi reprezentacyjne wejście z ozdobnym portalem, nad którym zachowały się fragmenty kartuszy herbowych – rodowego herbu Henckel von Donnersmarck oraz herbu Laury von Kaszonyi. Układ pomieszczeń wewnętrznych podporządkowany był zarówno funkcjom reprezentacyjnym, jak i mieszkalnym. Wnętrza pierwotnie cechowały wysokie sufity, duże okna i bogate detale sztukatorskie, a część sal posiada sklepienia kolebkowe z gzymsami (fasetami) i sztukateriami zachowanymi do dziś. Materiałem budowlanym jest murowana cegła, obecnie otynkowana na jasny kolor (co uwidoczniło się po renowacji wieży w 2021 r., kiedy to odtworzono oryginalną jasną barwę jej elewacji). Pałac nakryty jest wielospadowym dachem z dachówki ceramicznej o ceglastoczerwonej barwie, spod której wyłaniają się kominy i wieżyczki wentylacyjne. Całości dopełnia rozległy park krajobrazowy otaczający rezydencję – zaprojektowany w połowie XIX wieku przez słynnego architekta ogrodów Petera Josepha Lenné, z zachowanym starodrzewem, trzema ozdobnymi bramami wjazdowymi i dawnymi budynkami gospodarczymi.

### Wnętrza pałacu
Niestety, niewiele oryginalnego wyposażenia i wystroju wnętrz przetrwało do naszych czasów. Do 1945 roku pałac słynął z eleganckich pomieszczeń reprezentacyjnych oraz prywatnych apartamentów rodziny hrabiów, jednak dokumentacja fotograficzna z tamtego okresu nie zachowała się. Wiadomo jedynie z relacji członków rodu (m.in. hrabiego Winfrieda Henckel von Donnersmarck, urodzonego w 1938 r., który jako dziecko mieszkał w Nakle) jakie funkcje pełniły niektóre pokoje. W rezydencji znajdowała się okazała sala balowa lub reprezentacyjna jadalnia, gdzie odbywały się uroczystości, a także biblioteka lub gabinet, w którym przechowywano rodzinne archiwalia – świadczyć może o tym obecność dużego, pancernego sejfu w jednym z pomieszczeń na I piętrze. Pałac posiadał również własną kaplicę domową – usytuowaną na parterze salę przeznaczoną do celów religijnych. Potwierdza to fakt, że podczas użytkowania budynku przez szkołę kaplicę tę przekształcono w przyziemne pomieszczenia sanitarne (łazienki i umywalnie), co zatarło jej pierwotny charakter. Mimo przekształceń, we wnętrzach przetrwało kilka oryginalnych elementów dekoracyjnych. Szczególnie imponuje główna klatka schodowa – reprezentacyjne schody wykonane z drewna, z bogato rzeźbioną balustradą, które zostały pieczołowicie odrestaurowane. W holu wejściowym zachowano fragmenty oryginalnej boazerii (okładzin drewnianych na ścianach). Podczas prac remontowych w latach 2010–2012 odkryto przypadkowo na stropie jednej z sal parterowych ozdobny plafon (dekoracyjne malowidło sufitowe), który następnie odnowiono. Wspomniany wcześniej zabytkowy sejf Donnersmarcków również pozostał na swoim miejscu – jest wbudowany w ścianę jednego z pokoi i przetrwał wojenne zawieruchy. Obecnie ten „skarbiec” stanowi ciekawostkę dla zwiedzających. Ponadto w kilku pomieszczeniach zachowano dawne kominki i ozdobne piece, a część stropów zdobi klasycystyczna sztukateria.

### Przeznaczenie pałacu na przestrzeni lat
Funkcja obiektu zmieniała się wraz z kolejnymi etapami jego historii. 
- Rezydencja prywatna – od momentu powstania (1858) aż do roku 1945 pałac pozostawał w rękach rodziny Henckel von Donnersmarck i służył przede wszystkim jako arystokratyczna rezydencja mieszkalna. Był świadkiem życia codziennego i uroczystości rodzinnych śląskiej arystokracji, a także centrum zarządzania okolicznym majątkiem ziemskim. Ten okres zakończył się gwałtownie wraz z wkroczeniem Armii Czerwonej pod koniec II wojny światowej, gdy rodzina opuściła Nakło, ratując się ucieczką.
- Szkoła rolnicza – tuż po wojnie nastąpiła nacjonalizacja majątku i adaptacja pałacu na potrzeby edukacyjne nowo powstałych władz. Już w 1945 r. utworzono tu placówkę oświatową związaną z rolnictwem. Początkowo funkcjonowało Państwowe Gimnazjum Gospodarstwa Wiejskiego (3-letnia szkoła rolnicza), a od 1949 r. przekształcono je w Liceum Rolnicze. W kolejnych dekadach placówka ewoluowała – ostatecznie działał tu Zespół Szkół Centrum Kształcenia Rolniczego, łączący technikum i szkoły zawodowe o profilu rolniczym. Szkoła zajmowała pałac przez niemal 60 lat, aż do roku 2005. Ten długi okres użytkowania dydaktycznego odcisnął swoje piętno na zabytku: dla potrzeb internatu i sal lekcyjnych dokonano licznych przeróbek. Duże pomieszczenia dzielono ściankami działowymi na klasy, zaś wspomnianą kaplicę zaadaptowano na łazienki internatu (do 1970 r.)
- Instytucja kultury – po likwidacji szkoły w 1999 r. pałac oficjalnie przekazano powiatowi tarnogórskiemu, który początkowo wykorzystywał go częściowo na swoje biura, równolegle ze szkołą. W 2006 r. budynek zyskał nowe życie jako galeria sztuki – ulokowano tu Galerię „Barwy Śląska”, prezentującą kolekcję śląskiego malarstwa intuicyjnego (naiwnego) zgromadzoną przez Stanisława Gerarda Trefonia[6]. Galeria działała do 2010 roku i przyciągała miłośników sztuki, choć korzystała tylko z części przestrzeni pałacowych. W latach 2010–2012 przeprowadzono I etap rewitalizacji – gruntowny remont wnętrz (m.in. wymieniono stropy, instalacje, odnowiono zachowane dekoracje) o łącznej wartości ok. 7,7 mln zł[6]. Dzięki temu możliwe stało się ulokowanie tutaj nowej instytucji. 1 stycznia 2013 roku oficjalnie otwarto w odrestaurowanym pałacu Centrum Kultury Śląskiej (CKŚ)[7]  – samorządową instytucję kultury podległą powiatowi. Od tego momentu pałac pełni funkcję muzealno-wystawienniczą, edukacyjną i eventową. W ramach CeKŚu organizowane są wystawy stałe i czasowe, koncerty, wykłady, spotkania oraz rozmaite wydarzenia artystyczne i społeczne, a zabytkowe wnętrza zyskały nowe, tętniące życiem przeznaczenie.

Obecnie pałac z otaczającym parkiem jest wpisany do rejestru zabytków województwa śląskiego i od 1999 roku jest własnością starostwa powiatowego w Tarnowskich Górach.

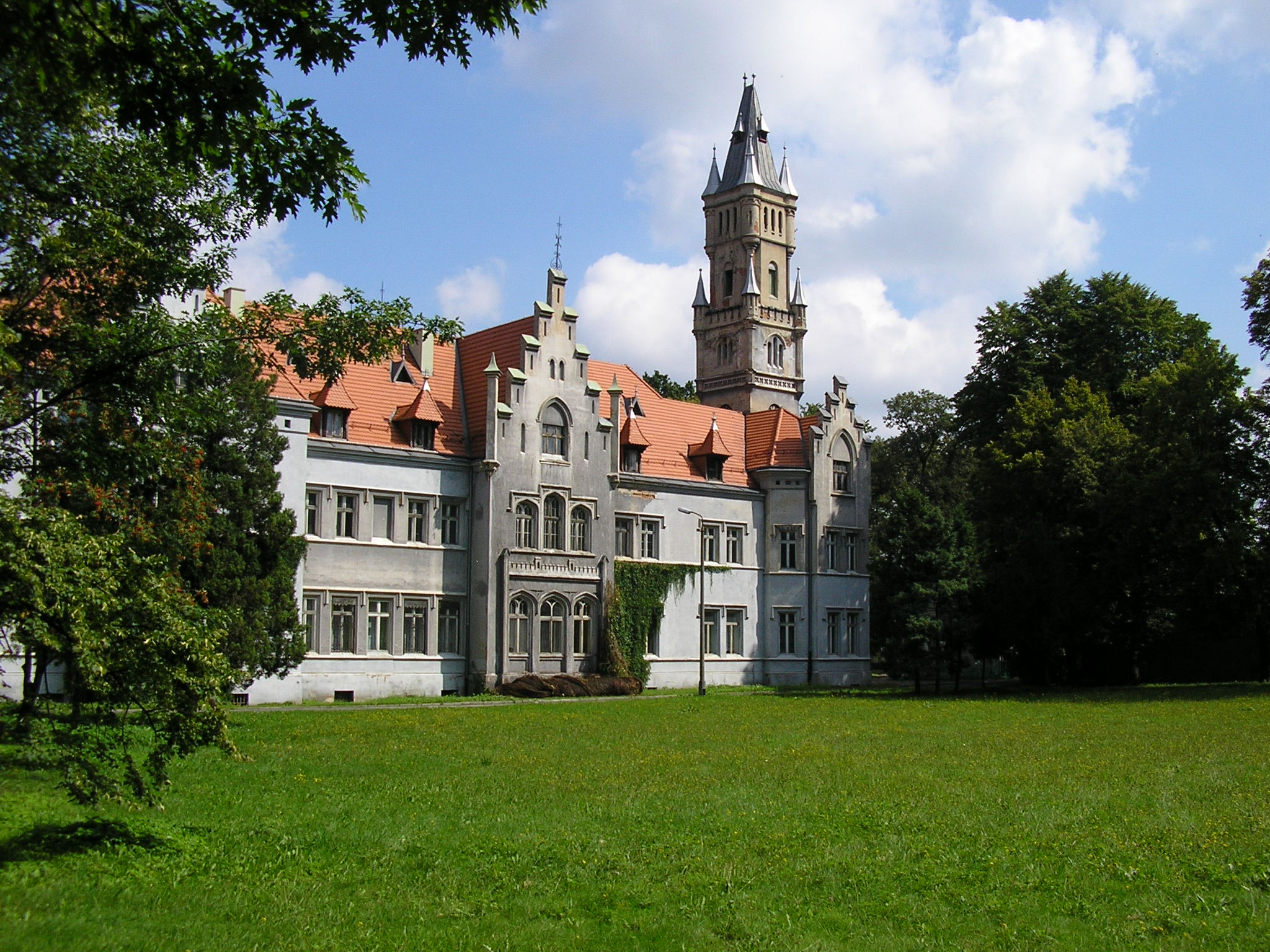
Pałac od tyłu
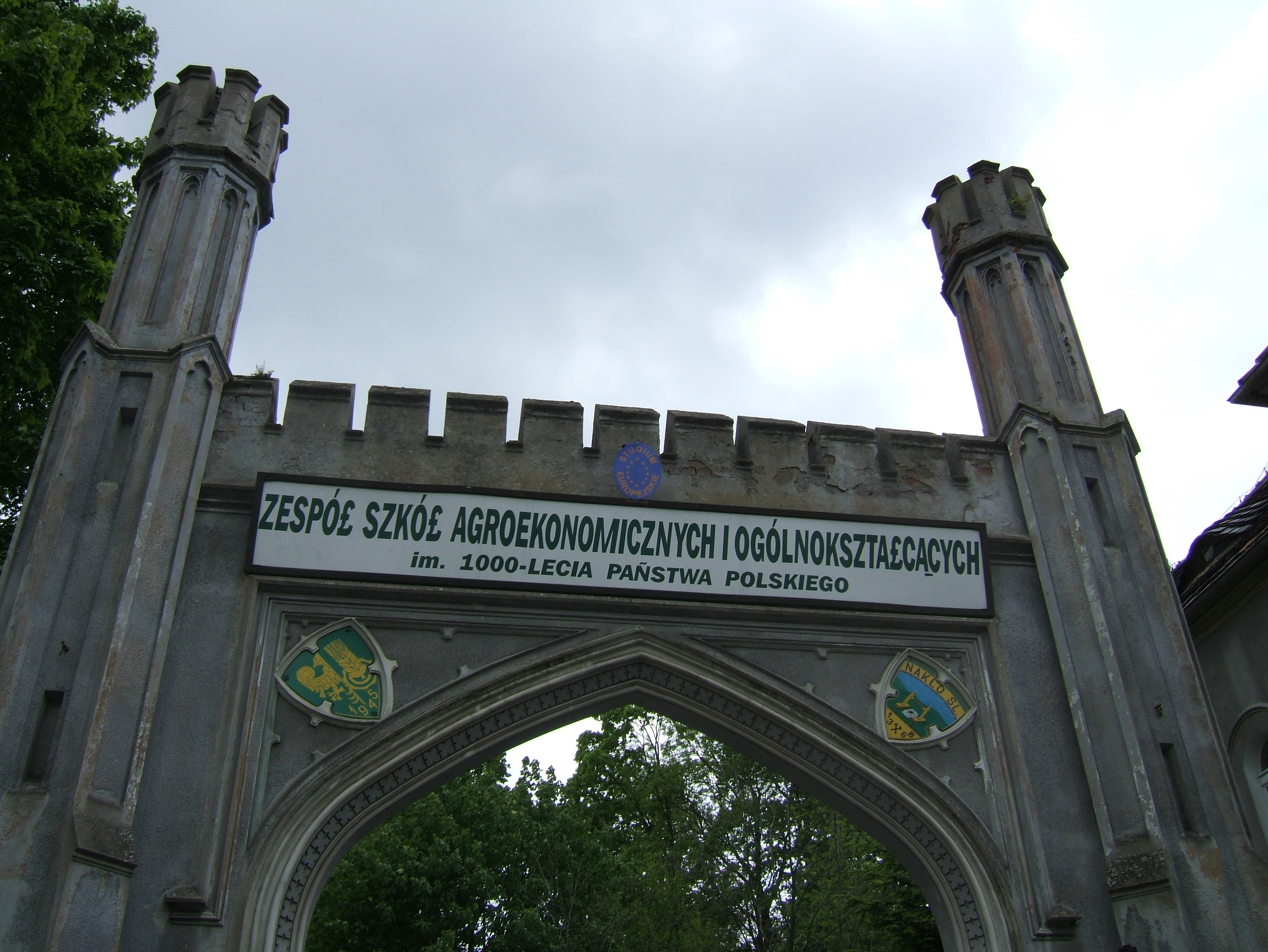
Jedna z bram wjazdowych
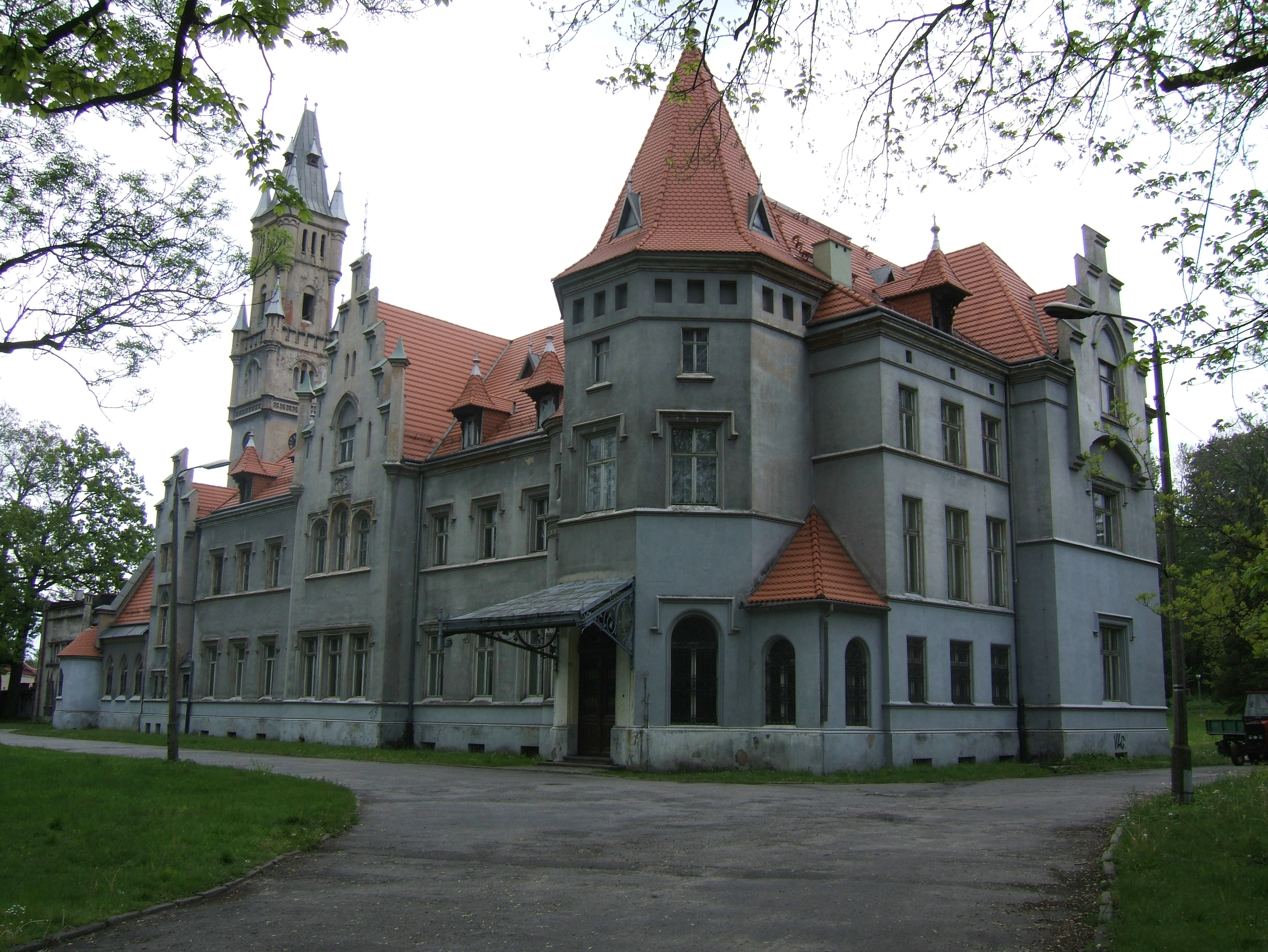
Pałac w 2005 roku
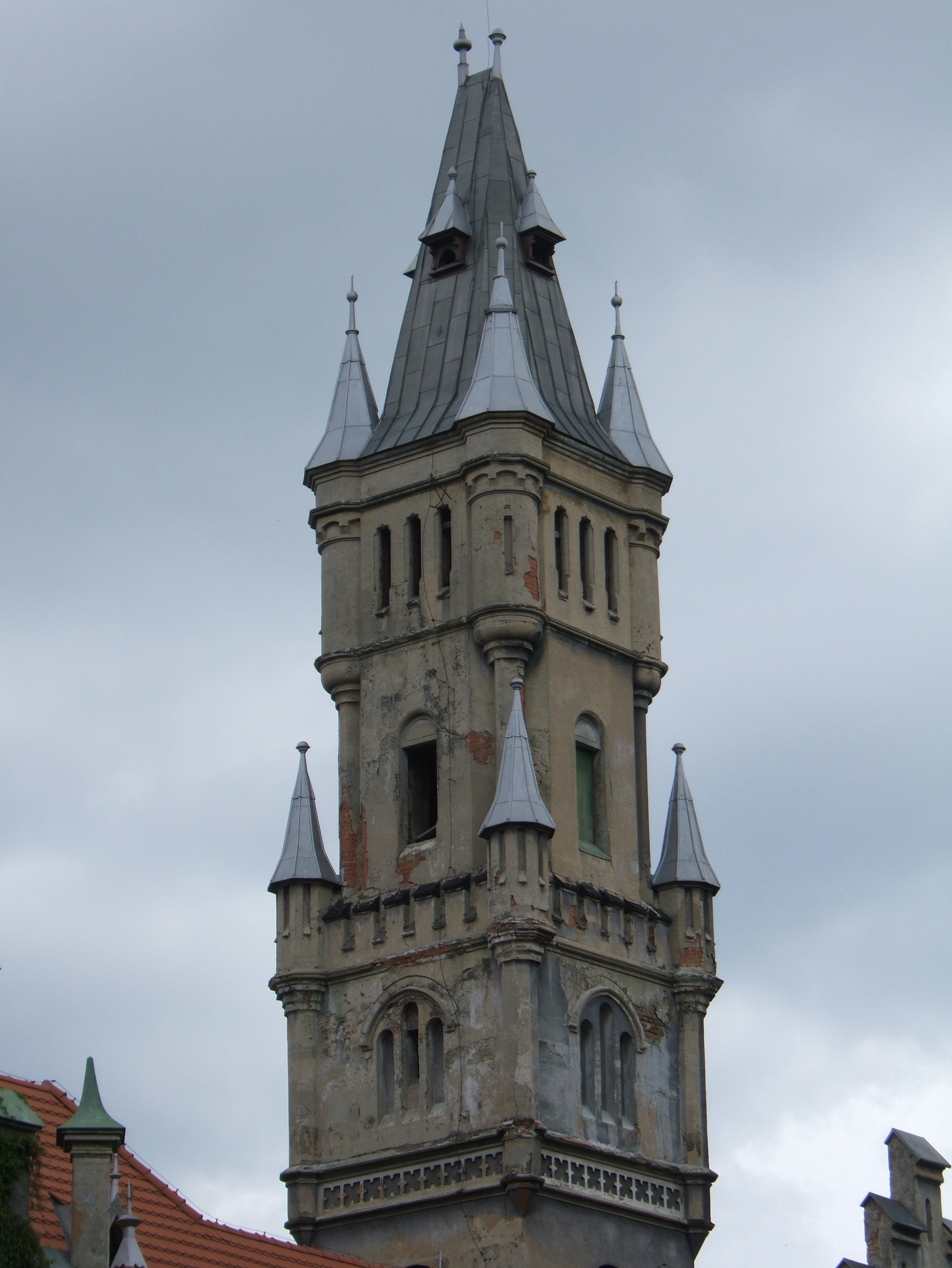
Wieża pałacowa